# Froges
Froges település Franciaországban, Isère megyében. Lakosainak száma 3334 fő (2022. január 1.). Froges Lumbin, Villard-Bonnot, Les Adrets, Le Champ-près-Froges, Crolles és Laval-en-Belledonne községekkel határos.

## Népesség
A település népességének változása:
| Lakosok száma | 2631 | 2191 | 2330 | 3500 | 3362 | 3291 | 3331 | 3392 | 3360 | 3334 |
|               | 1968 | 1982 | 1990 | 2006 | 2013 | 2015 | 2017 | 2019 | 2020 | 2022 |

## Testvérvárosok
- Acquaviva, San Marino, 1984 óta